# 捷姆尼科夫區

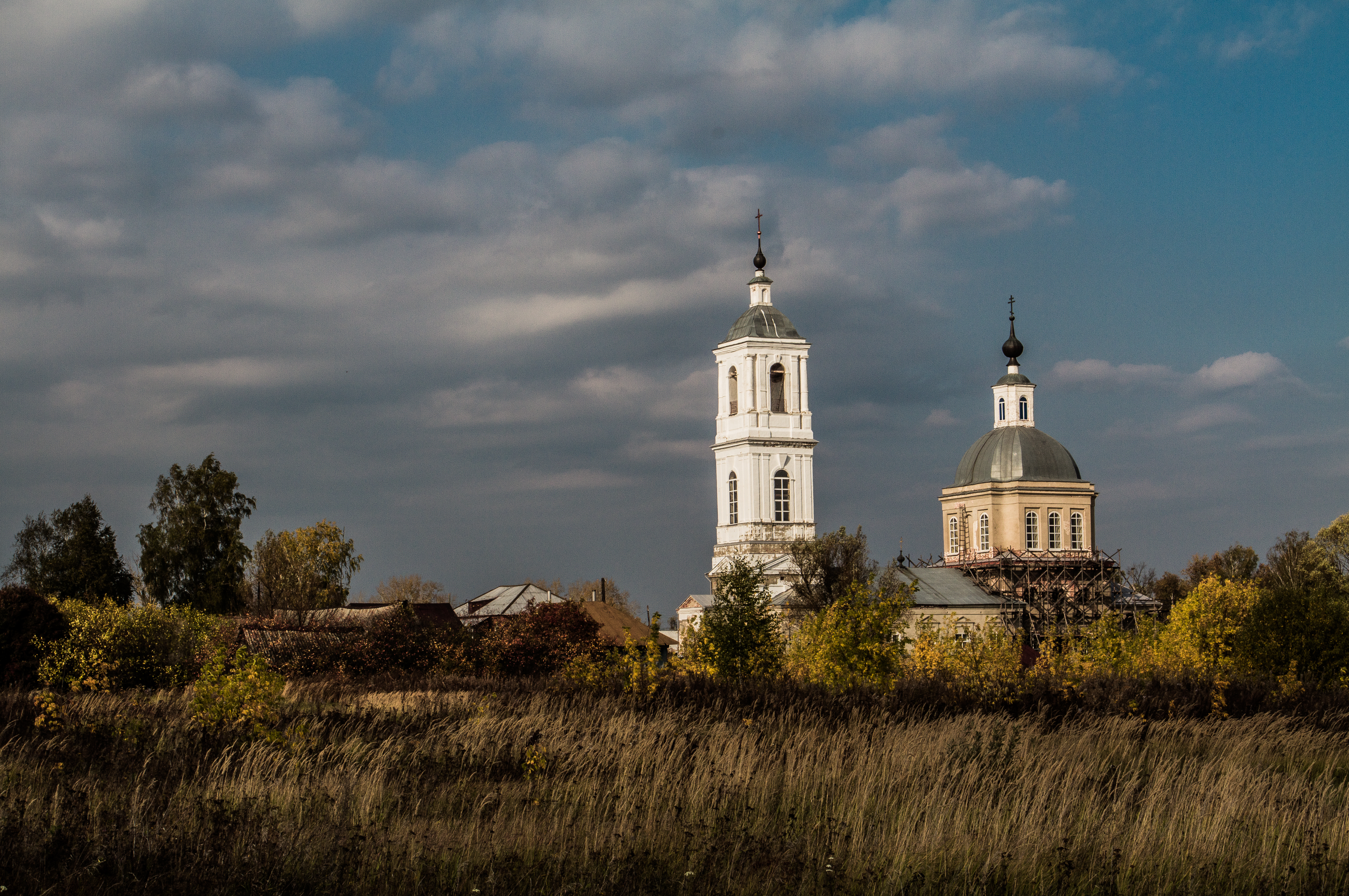

54°37′N 43°12′E / 54.617°N 43.200°E
捷姆尼科夫區（俄语：Темниковский район），是俄羅斯的一個區，位於該國西部，由莫爾多維亞共和國負責管轄，面積1,936.8平方公里，2010年人口17,261，人口密度每平方公里8.91人。